# Městská zvonice (Vimperk)
Městská zvonice ve Vimperku v okrese Prachatice patří spolu s vimperským zámkem a kostelem Navštívení Panny Marie k nejvýraznějším dominantám zdejší městské památkové zóny, vyhlášené 19. listopadu 1990. Městská zvonice je jednou z padesáti památkově chráněných staveb ve Vimperku, zapsaných v Ústředním seznamu kulturních památek České republiky.

## Historie
Hranolová šestipodlažní zvonice byla postavena na přelomu 15. a 16. století v době největšího rozkvětu obce, původně tržní osady, povýšené v roce 1479 králem Vladislavem Jagellonským na město. 

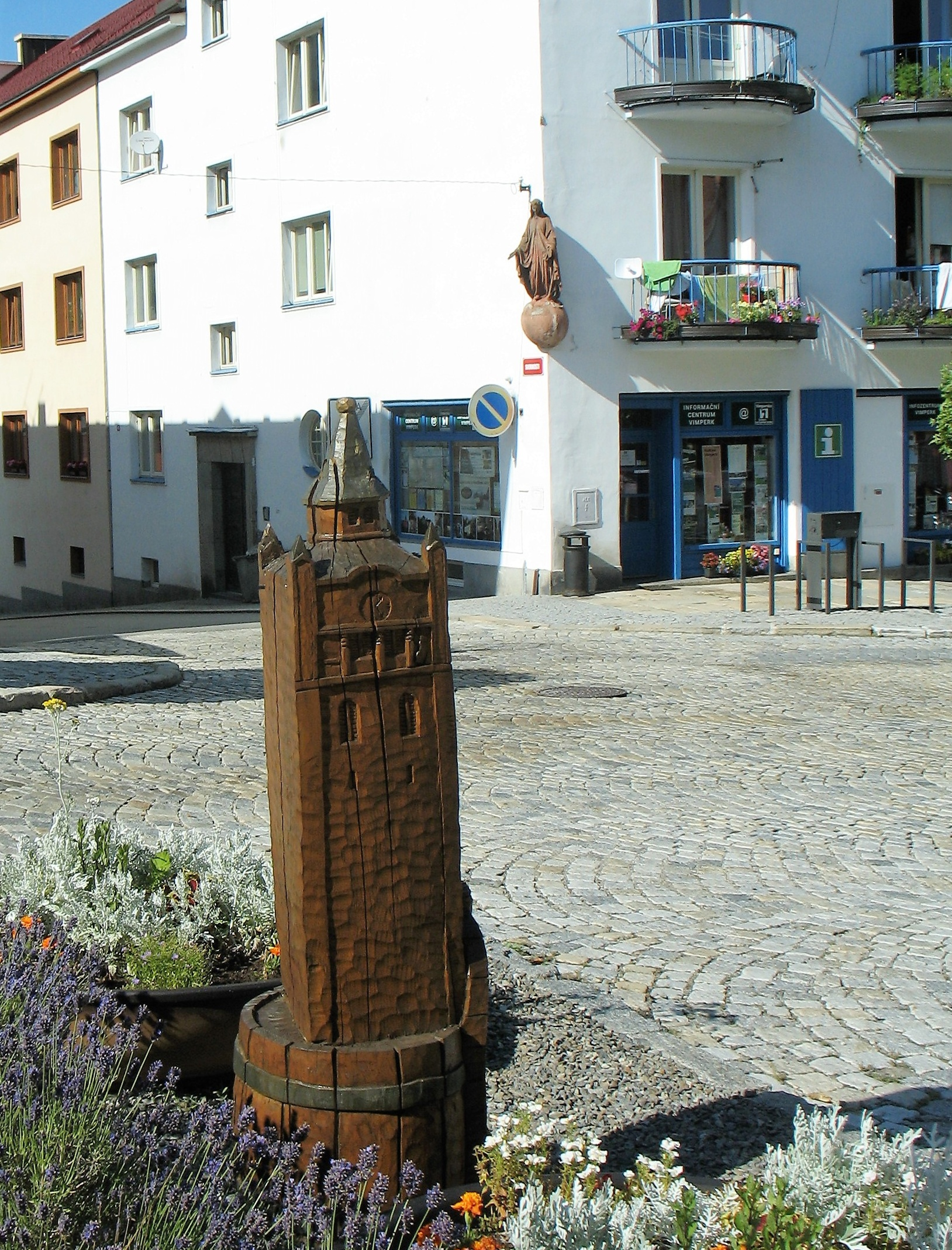
Dřevěný model zvonice uprostřed náměstí Svobody naproti infocentru

Po celé neklidné 15. století Vimperk ovládali Kaplířové ze Sulevic, kteří své zdejší panství v roce 1494 odkázali spřízněnému rodu Malovců. V 16. století, kdy se  prachatická i vimperská větev Zlaté stezky dostaly pod patronaci Rožmberků, dosáhl obchod v tomto regionu svého vrcholu. V době výstavby městské zvonice byl Vimperk již obklopen městskými hradbami a také vedle staveniště nové věže již stál kostel Navštívení Panny Marie, který byl kolem roku 1500 výrazně upravován a přestavován.
K velké úpravě městské zvonice došlo v roce 1866, kdy byla stavba obnovena po požáru, který postihl město v roce 1861 a zničil střechu věže, kopuli a velkou část vnitřní výzdoby. Z této doby pocházejí například dřevěné konstrukce pater a krovu. Kolem roku 1900 byly na věži instalovány hodiny z pražské dílny L. Hainze. Další práce na rekonstrukci této městské dominanty byly provedeny v roce 1909.
Nejdůležitější součástí zvonice byly zvony. Nejstarší z nich, pojmenovaný po Panně Marii Pomocné Maria Hilf, byl odlit již v roce 1419. Tento zvon přečkal ve Vimperku všechna následující staletí, ale málem ho zničilo špatné zavěšení a elektrické zvonění z druhé poloviny 20. století. V roce 2010 byl zvon kvůli nezbytné opravě s pomocí autojeřábu snesen z věže a po čtyřech měsících byl 22. října 2010 znovu slavnostně zavěšen v městské zvonici. Zároveň bylo rozhodnuto, že zvonění bude nadále prováděno pouze ručně, a za tím účelem město ustanovilo trojici městských zvoníků. Kromě gotického zvonu Maria Hilf byl v té době ve věži ještě tzv. umíráček, zvon o průměru 55 cm, odlitý roku 1839 českobudějovickým zvonařem Pernerem. Po obvodu toho menšího zvonu jsou erby a vyobrazení sv. Jana a sv. Pavla. Zvony znějí v tónech fis a a. Až do druhé světové války byl ve věži ještě velký zvon Navštívení Panny Marie z první poloviny 18. století, tento zvon byl však za německé okupace odvezen neznámo kam. V listopadu roku 2013 se pak ještě k uvedeným dvěma zvonům připojil zvon Inocenc.

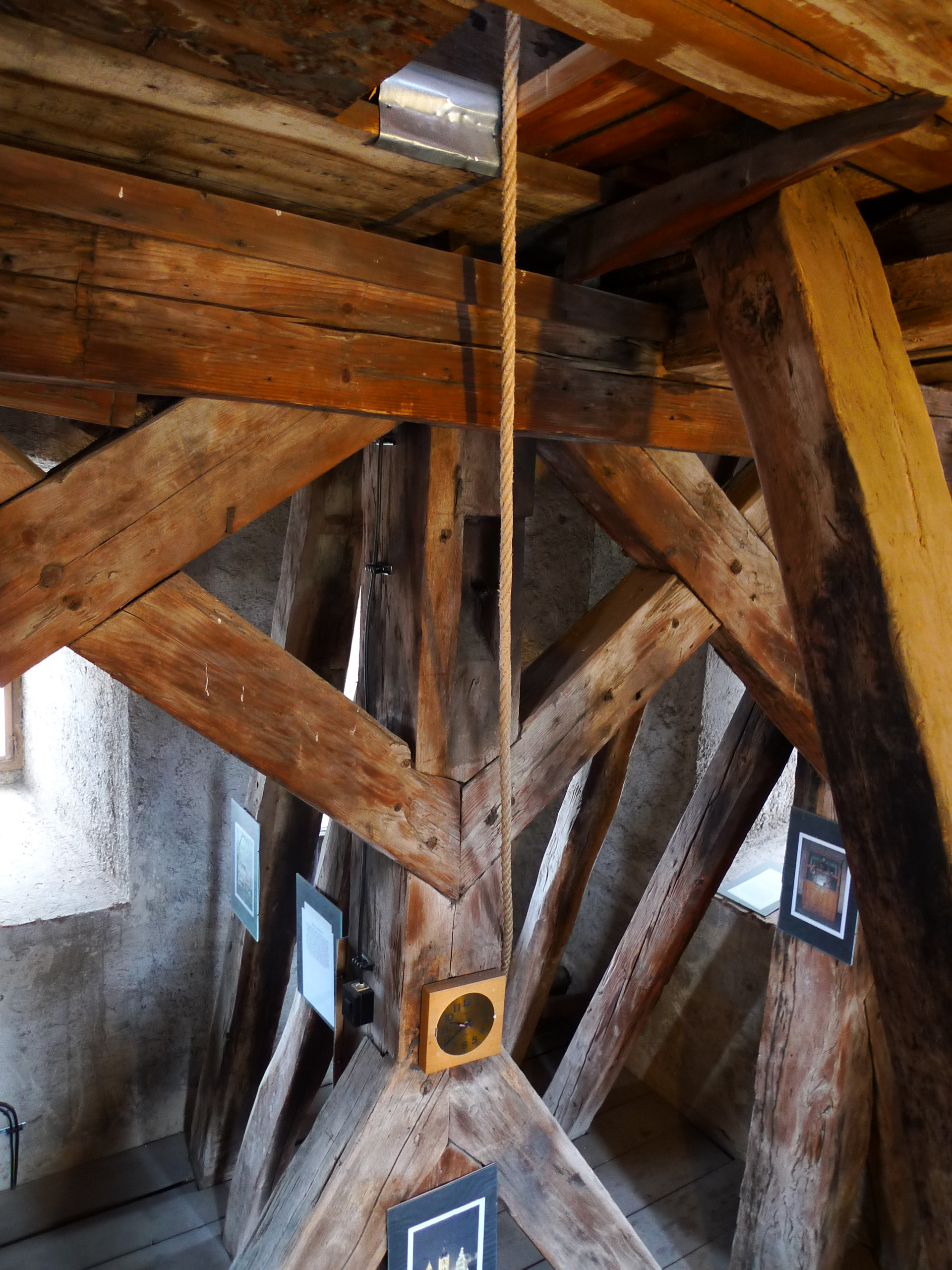
Dřevěné konstrukce pater

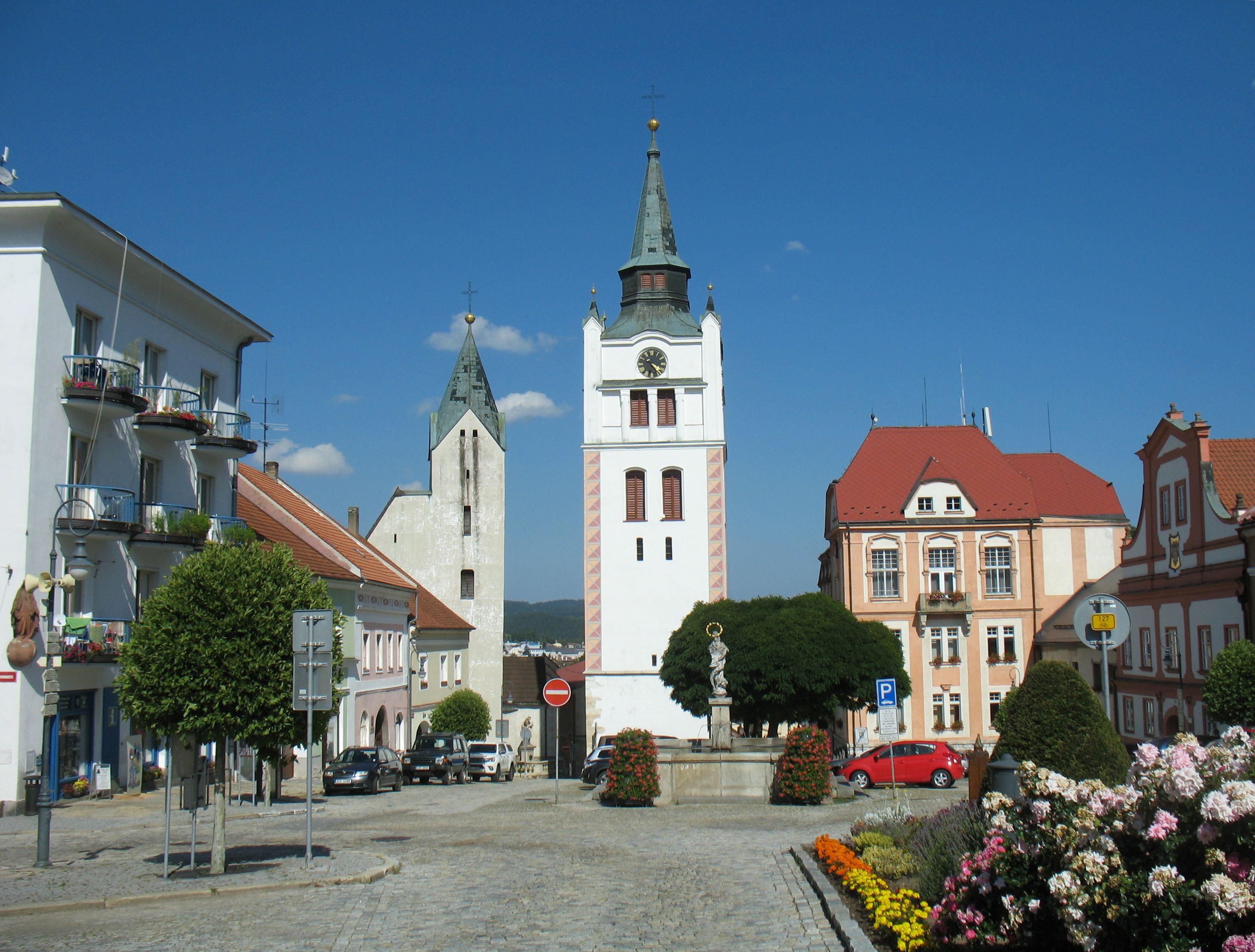
Východní strana náměstí Svobody: na snímku uprostřed je zvonice, vlevo od ní kostel Navštívení Panny Marie

V roce 2021 proběhla rekonstrukce zvonice s cílem umožnit zpřístupnění této významné památky veřejnosti častěji, než jedenkrát za rok u příležitosti Dnů evropského dědictví, jako tomu bylo dosud. Prohlídky věže se konají ve vybraných dnech během letní turistické sezóny.

## Popis
Vimperská zvonice stojí na východním okraji náměstí Svobody jihozápadně od kostela Navštívení Panny Marie (v nejužším místě vzdálenost mezi nárožími obou budov činí přibližně jen 7 metrů). Šestipodlažní hranolová věž má čtvercový půdorys, nároží přízemí jsou armována kamennými kvádry. Střecha je osmiboká, jehlanová s lucernou, ukončená pozlacenými makovicemi stejně jako stříšky nad rohovými pilastry a jako špička věže sousedního kostela.
Z původní pozdně gotické stavby se do 21. století dochovalo jen několik stavebních prvků –  kamenné ostění vchodu, sokl s gotickou kordonovou římsou v patře a jeden krakorec původního arkýře. Vnitřní výzdoba věže pocházející z období baroka byla poničena během požáru v roce 1861 a definitivně zanikla pravděpodobně během přestavby zvonice v roce 1909.
Ve spodní části východní strany věže je umístěna plastika velkého dvouručního meče a desky se jmény obětí první světové války.